# Marokko op de Olympische Zomerspelen 1996
Marokko nam deel aan de Olympische Zomerspelen 1996 in Atlanta in Verenigde Staten.
De delegatie uit Marokko telde 34 atleten, waarvan 32 mannen en 2 vrouwen, die deelnamen aan 24 onderdelen in 7 sporten. 
In de globale medaillestand eindigde Marokko op de 68ste plaats met 2 bronzen medailles.

## Deelnemers en resultaten
(m) = mannen, (v) = vrouwen 

### Atletiek
| Olympiër                | Onderdeel              | Resultaat | Prestatie                                                                          |
| ----------------------- | ---------------------- | --------- | ---------------------------------------------------------------------------------- |
| Lahlou Ben Younès       | 800m (m)               | 9e        | serie 7: 1ste in 1.45,85 halve finale 2: 1ste in 1.43,99 finale: 9de in 1.45,52    |
| Rachid El-Basir         | 1500m (m)              | 36e       | serie 2: 5de in 3.42,85                                                            |
| Hicham El Guerrouj      | 1500m (m)              | 12e       | serie 4: 1ste in 3.37,66 halve finale 2: 1ste in 3.35,29 finale: 12de in 3.40,75   |
| Driss Maazouzi          | 1500m (m)              | 10e       | serie 3: 4de in 3.37,08 halve finale 1: 6de in 3.34,35 finale: 10de in 3.39,65     |
| Khalid Boulami          | 5000m (m)              | Brons     | serie 3: 5de in 13.54,72 halve finale 1: 6de in 13.29,72 finale: 3de in 13.08,37   |
| Brahim Lahlafi          | 5000m (m)              | 8e        | serie 2: 2de in 13.51,25 halve finale 1: 3de in 13.27,73 finale: 8ste in 13.13,26  |
| Ismaïl Sghyr            | 5000m (m)              | 11e       | serie 1: 1ste in 14.02,71 halve finale 2: 5de in 14.04,23 finale: 11de in 13.22,89 |
| Saleh Hissou            | 10000m (m)             | Brons     | serie 1: 5de in 27.53,35 finale: 3de in 27.24,67                                   |
| Khalid Skah             | 10000m (m)             | 7e        | serie 2: 6de in 28.23,21 finale: 7de in 27.46,98                                   |
| Larbi Zéroual           | 10000m (m)             | DNF       | serie 1: niet gefinisht                                                            |
| Hicham Bouaouiche       | 3000m steeplechase (m) | 11e       | serie 1: 5de in 8.31,97 halve finale 1: 4de in 8.27,76 finale: 11de in 8.46,22     |
| Brahim Boulami          | 3000m steeplechase (m) | 7e        | serie 3: 3de in 8.30,97 halve finale 2: 5de in 8.20,43 finale: 7de in 8.23,13      |
| Abdelaziz Sahère        | 3000m steeplechase (m) | 17e       | serie 2: 1ste in 8.26,79 halve finale 1: 8ste in 8.33,90                           |
| Abderrahim Ben Redouane | marathon (m)           | 84e       | 2:30.49                                                                            |
| Abdelkader El Mouaziz   | marathon (m)           | 44e       | 2:20.39                                                                            |
| Ali Ettounsi            | marathon (m)           | 98e       | 2:36.01                                                                            |
|                         |                        |           |                                                                                    |
| Zohra Ouaziz            | 5000m (v)              | 28e       | serie 3: 9de in 15.55,03                                                           |

### Boksen
| Olympiër        | Onderdeel | Resultaat | Prestatie                                                                                                 |
| --------------- | --------- | --------- | --- |
| Hamid Berhili   | -48kg (m) | 7e        | 1ste ronde: W van GHA Tetteh: 10-5 2de ronde: W van CHN Yang: 14-9 kwartfinale: V van PHI Velasco: 10-20  |
| Mohamed Zbir    | -51kg (m) | 17e       | 1ste ronde: V van ZAM Mukuka: 4-11                                                                        |
| Hicham Nafil    | -54kg (m) | 7e        | 1ste ronde: W van COL Vernal: 16-3 2de ronde: W van DOM Nolasco: 18-6 kwartfinale: V van THA Khadpo: 4-16 |
| Mohamed Achik   | -57kg (m) | 17e       | 1ste ronde: V van AUS Peden: 7-15                                                                         |
| Kabil Lahsen    | -67kg (m) | 9e        | 1ste ronde: W van ECU Hernández: 18-9 2de ronde: V van PUR Santos: 4-16                                   |
| Mohamed Mesbahi | -75kg (m) | 17e       | 1ste ronde: V van POL Borowski: 6-9                                                                       |

### Gewichtheffen
| Olympiër             | Onderdeel | Resultaat | Prestatie                                                   |
| -------------------- | --------- | --------- | ----------------------------------------------------------- |
| Moustapha Buihamghet | -59kg (m) | 16e       | trekken: 18de met 90kg stoten: 16de met 120kg totaal: 210kg |

### Gymnastiek
| Olympiër         | Onderdeel                | Resultaat | Prestatie                             |
| ---------------- | ------------------------ | --------- | ------------------------------------- |
| Naima El-Rhouati | individuele meerkamp (v) | 74e       | kwalificatie: 74ste met 67,854 punten |

### Judo
| Olympiër                    | Onderdeel | Resultaat | Prestatie                                                                   |
| --------------------------- | --------- | --------- | --------------------------------------------------------------------------- |
| Abdel Ouahed Idrissi Chorfi | -60kg (m) | 17e       | 1ste ronde: vrij 2de ronde: W van TJK Boqiev 3de ronde: V van UZB Mukhtarov |
| Adil Bel Gaid               | -78kg (m) | 21e       | 1ste ronde: V van ARG García                                                |
| Adil Kaaba                  | -86kg (m) | 21e       | 1ste ronde: vrij 2de ronde: V van ARG Elisii                                |

### Tennis
| Olympiër     | Onderdeel     | Resultaat | Prestatie                              |
| ------------ | ------------- | --------- | -------------------------------------- |
| Hicham Arazi | enkelspel (m) | 33e       | 1ste ronde: V van SUI Rosset: 2-6, 3-6 |

### Worstelen
| Olympiër           | Onderdeel      | Resultaat      | Prestatie                                                                 |
| Grieks-Romeins     | Grieks-Romeins | Grieks-Romeins | Grieks-Romeins                                                            |
| ------------------ | -------------- | -------------- | ------------------------------------------------------------------------- |
| Anwar Kandafil     | -68kg (m)      | 19e            | 1ste ronde: V van BUL Georgiev: 0-10 2de ronde: V van CAN Daynes: 4-5     |
| Aziz Khalfi        | -74kg (m)      | 15e            | 1ste ronde: V van CZE Zeman: 0-6 2de ronde: V van POL Tracz: 2-9          |
| Abdelaziz Essafoui | -90kg (m)      | 22e            | 1ste ronde: V van POL Fafiński: 0-4 2de ronde: V van EGY Huseein: 0-4     |
| Mohamed Basri      | -100kg (m)     | 17e            | 1ste ronde: V van CRO Damjanović: 0-6 2de ronde: V van JPN Nonomura: 0-10 |
| Rashid Belaziz     | -130kg (m)     | 17e            | 1ste ronde: V van SWE Johansson: 0-8 2de ronde: V van TUN Ayari: 2-4      |

Afghanistan · Albanië · Algerije · Amerikaanse Maagdeneilanden · Amerikaans-Samoa · Andorra · Angola · Antigua‑Barbuda · Argentinië · Armenië · Aruba · Australië · Azerbeidzjan · Bahama's · Bahrein · Bangladesh · Barbados · België · Belize · Benin · Bermuda · Bhutan · Bolivia · Bosnië en Herzegovina · Botswana · Brazilië · Britse Maagdeneilanden · Brunei · Bulgarije · Burkina Faso · Burundi · Cambodja · Canada · Centraal-Afrikaanse Republiek · Chili · China · Chinees Taipei · Colombia · Comoren · Congo-Brazzaville · Cookeilanden · Costa Rica · Cuba · Cyprus · Denemarken · Djibouti · Dominica · Dominicaanse Republiek · Duitsland · Ecuador · Egypte · El Salvador · Equatoriaal-Guinea · Estland · Ethiopië · Fiji · Filipijnen · Finland · Frankrijk · Gabon · Gambia · Georgië · Ghana · Grenada · Griekenland · Groot-Brittannië · Guam · Guatemala · Guinee · Guinee-Bissau · Guyana · Haïti · Honduras · Hongarije · Hongkong · Ierland · IJsland · India · Indonesië · Irak · Iran · Israël · Italië · Ivoorkust · Jamaica · Japan · Jemen · Joegoslavië · Jordanië · Kaaimaneilanden · Kaapverdië · Kameroen · Kazachstan · Kenia · Kirgizië · Koeweit · Kroatië · Laos · Lesotho · Letland · Libanon · Liberia · Libië · Liechtenstein · Litouwen · Luxemburg ·  Macedonië · Madagaskar · Malawi · Malediven · Maleisië · Mali · Malta · Marokko · Mauritanië · Mauritius · Mexico · Moldavië · Monaco · Mongolië · Mozambique · Myanmar · Namibië · Nauru · Nederland · Nederlandse Antillen · Nepal · Nicaragua · Nieuw-Zeeland · Niger · Nigeria · Noord-Korea · Noorwegen · Oeganda · Oekraïne · Oezbekistan · Oman · Oostenrijk · Pakistan · Palestina · Panama · Papoea-Nieuw-Guinea · Paraguay · Peru · Polen · Portugal · Puerto Rico · Qatar · Roemenië · Rusland · Rwanda · Saint Kitts en Nevis · Saint Lucia · Saint Vincent en Grenadines · Salomonseilanden · Samoa · San Marino · Sao Tomé en Principe · Saoedi-Arabië · Senegal · Seychellen · Sierra Leone · Singapore · Slovenië · Slowakije · Soedan · Somalië · Spanje · Sri Lanka · Suriname · Swaziland · Syrië · Tadzjikistan · Tanzania · Thailand · Togo · Tonga · Trinidad en Tobago · Tsjaad · Tsjechië · Tunesië · Turkije · Turkmenistan · Uruguay · Vanuatu · Venezuela · Verenigde Arabische Emiraten · Verenigde Staten · Vietnam · Wit-Rusland · Zaïre · Zambia · Zimbabwe · Zuid-Afrika · Zuid-Korea · Zweden · Zwitserland